# 二本木 (新潟市)
二本木（にほんぎ）は、新潟県新潟市江南区の町字。現行行政地名は二本木一丁目から二本木五丁目と大字二本木。住居表示は一丁目から五丁目が実施済み区域、大字が未実施区域。郵便番号は950-0207。

## 概要
1901年（明治34年）から現在までの大字。及び2000年から現在までの町名。小阿賀野川の右岸に位置する。江戸時代から1901年（明治34年）まであった二本木村の区域の一部。
菜類や瓜類を中心とした蔬菜を亀田町に出荷していたが、1965年（昭和40年）ごろから新津町にも出荷していた。特産物にナシがあり、1972年（昭和47年）に新潟県の果樹集団近代化促進事業の対象になる。

### 隣接する町字
北から東回り順に、以下の町字と隣接する。
- 城所
- 木津
- 割野
- 茅野山

※小阿賀野川を挟んで秋葉区中野、車場と隣接。

## 歴史
- 1901年（明治34年）11月1日 : 合併により横越村の大字となる。
- 1996年（平成8年）11月1日 : 横越村が町制施行したため、横越町の大字となる。
- 2000年（平成12年）10月2日 : 一部が二本木となる[5]。
- 2005年（平成17年）10月10日 : 合併により新潟市の大字となる。
- 2007年（平成19年）4月1日 : 新潟市の政令指定都市移行により、江南区の大字となる。

## 世帯数と人口
2018年（平成30年）1月31日現在の世帯数と人口は以下の通りである。
| 丁目         | 世帯数  | 人口    |
| ------------ | ------- | ------- |
| 二本木一丁目 | 76世帯  | 217人   |
| 二本木二丁目 | 82世帯  | 221人   |
| 二本木四丁目 | 281世帯 | 672人   |
| 二本木五丁目 | 31世帯  | 73人    |
| 計           | 470世帯 | 1,183人 |

## 小・中学校の学区
市立小・中学校に通う場合、学区は以下の通りとなる。
| 大字・丁目   | 番地 | 小学校             | 中学校             |
| ------------ | ---- | ------------------ | ------------------ |
| 二本木       | 全域 | 新潟市立横越小学校 | 新潟市立横越中学校 |
| 二本木一丁目 | 全域 | 新潟市立横越小学校 | 新潟市立横越中学校 |
| 二本木二丁目 | 全域 | 新潟市立横越小学校 | 新潟市立横越中学校 |
| 二本木三丁目 | 全域 | 新潟市立横越小学校 | 新潟市立横越中学校 |
| 二本木四丁目 | 全域 | 新潟市立横越小学校 | 新潟市立横越中学校 |
| 二本木五丁目 | 全域 | 新潟市立横越小学校 | 新潟市立横越中学校 |

## 主な企業・施設
- 山崎製パン 新潟工場

## 交通

### 道路
- 新潟県道5号新潟新津線
- 新潟県道247号沢海酒屋線